# Lion de Palmyre
Le Lion de Palmyre, également connu sous les noms de « Lion d'Athéna », « Lion du temple d'Al-Lât », ou encore « Lion d'Allât » (arabe : أسد اللات, assad al-Lāt), est une statue monumentale d'environ 3,5 mètres de haut, du Ier siècle av. J.-C., découverte en 1977 dans le temple d'Al-Lât à Palmyre en Syrie. Après sa découverte et sa restauration elle ornait l'entrée du musée de Palmyre. Détruite en juin 2015 par des membres de l'État islamique après leur conquête de la ville, sa restauration est terminée en octobre 2017.

## Description
Le lion d'Al-Lat est un relief dit relief appareillé de 3,45 mètres de haut, de style parthe, et pesant 15 tonnes, probablement incorporé à l'origine dans le mur extérieur du sanctuaire d'Al-Lat. Cependant, une expertise archéologique récente, indiquerait que la statue ouvragée serait, dans un premier temps, localisée au cœur du téménos — c'est-à-dire la place sacrée — du Temple d'Al-Lat.
La sculpture représente un lion, attribut courant de la déesse Al-Lat. L'animal est vu de face protégeant une antilope — plus précisément un oryx d'Arabie — entre ses pattes. Al-Lat est une déesse protectrice, entre autres, des animaux sauvages. Une inscription du temple l'assimile à Artémis, même si elle est plus souvent représentée sous les traits d'Athéna. La sculpture peut aussi rappeler une prescription rituelle ou certaines dispositions sacrificielles.[réf. nécessaire]

## Histoire

### Origine
Une dédicace permet de dater l'œuvre de la première moitié du Ier siècle ; le sanctuaire dédié à Al-Lat, serait à dater entre 103 et 164.

### Découverte

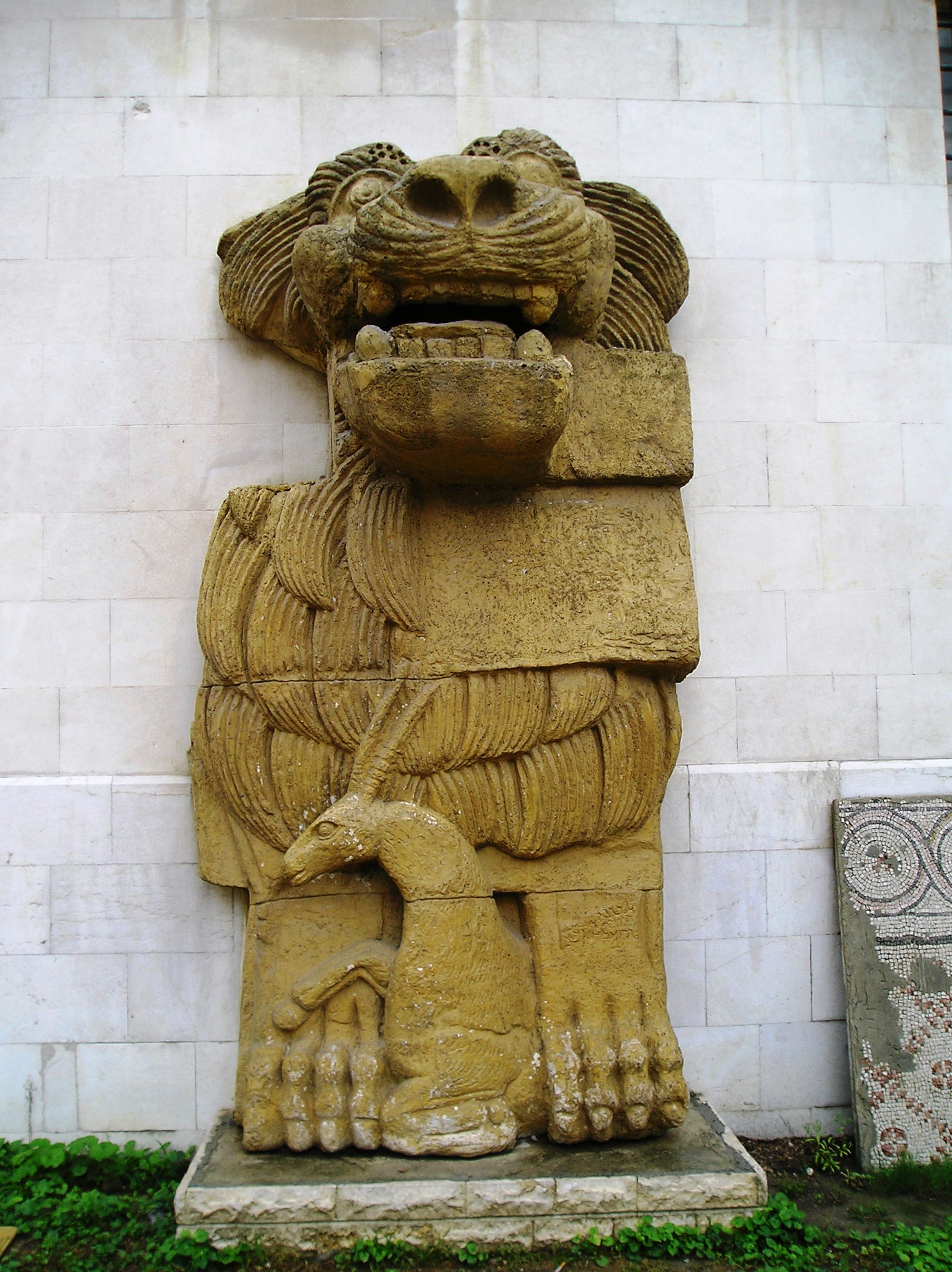
Apparence avant la restauration de 2005.

Le lion a été découvert en mai 1977 par la mission archéologique du Centre polonais d'archéologie méditerranéenne, avec le soutien de membres de l'université de Groningen, lors des fouilles du sanctuaire d'Al-Lât au sein du quartier ouest de la ville, connu sous le nom de « Camp de Dioclétien ». La statue est découverte en morceaux, la pierre réemployée dans une fondation du IIIe siècle de notre ère.
Le lion est réassemblé par Józef Gazy (en) immédiatement après sa découverte et disposé devant l'entrée du musée de Palmyre. En 2005, la statue est restaurée par Bartosz Markowski (université de Varsovie), et Robert Zukowski (Académie polonaise des sciences). Les pièces sont alors réassemblées de manière plus stable et les pierres manquantes sont sculptées.

### Destruction
Lors de la guerre civile syrienne, le lion avait été recouvert d'une plaque de fer et par des sacs de sable afin de le protéger contre les bombardements, notamment lors de la première bataille de Palmyre en 2015. Toutefois, après avoir pris le site, Abou Leith al-Saoudi, chef des forces de l'État islamique à Palmyre, déclare, le 29 mai 2015, que les statues seront détruites, mais que la ville antique sera épargnée : « Au sujet de la ville historique, nous la préserverons et ne lui ferons subir aucun dommage inch’Allah, en revanche nous pulvériserons les statues que les mécréants adoraient auparavant. Nous ne toucherons pas aux monuments avec nos bulldozers contrairement à ce que certains disent,. »
Le 2 juillet 2015, le témoignage du directeur général du département des Antiquités et des musées de Syrie annonce que le lion a été détruit à coups de marteau par des combattants de l'organisation djihadiste le 27 juin,. Huit autres statues de la ville, transportées vers Alep par un trafiquant, ont également été détruites.

### Restauration et exposition à Damas

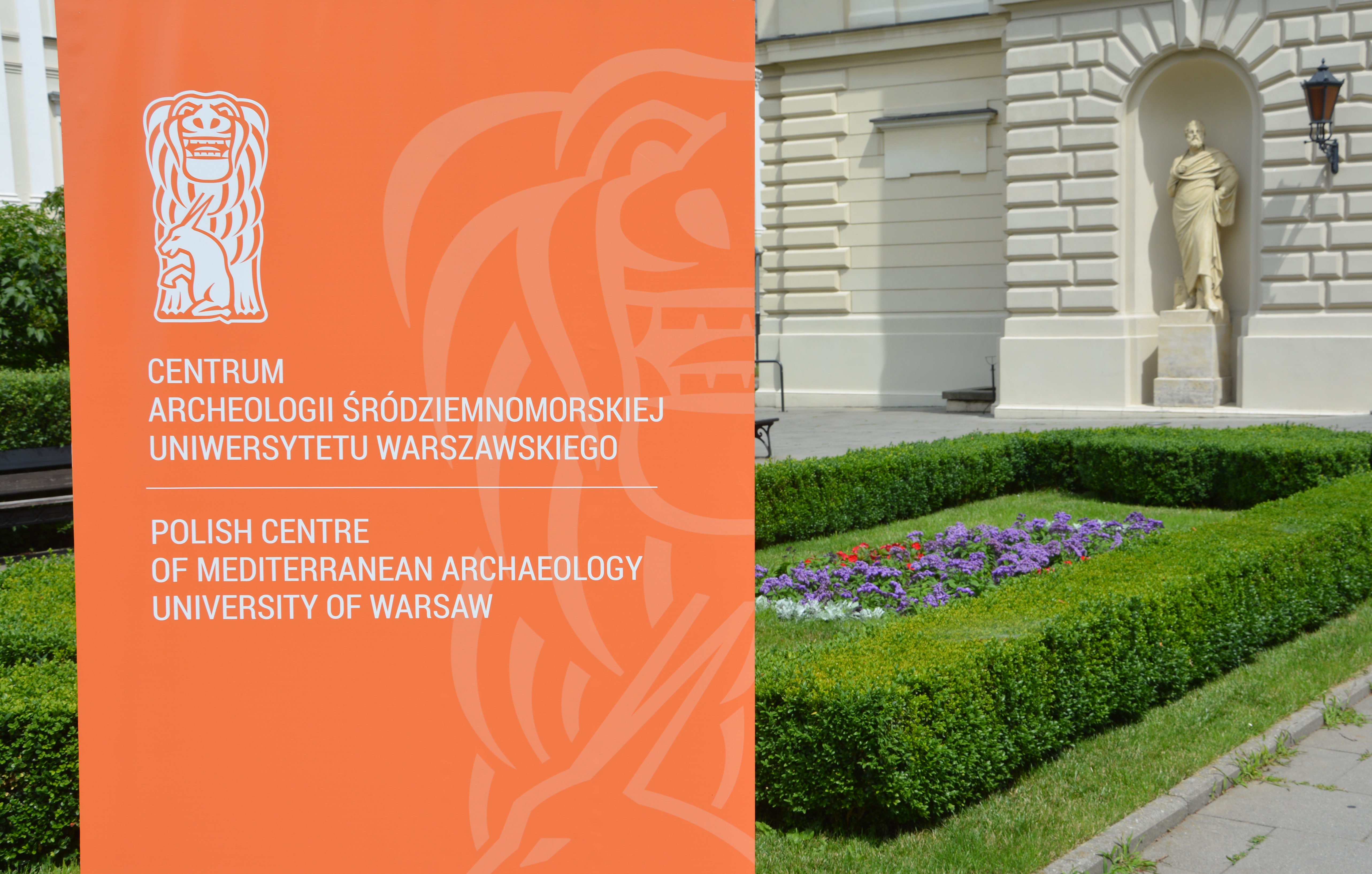
Logo du Centre polonais d'archéologie méditerranéenne depuis 2017.

À la suite du retour des forces loyalistes à Palmyre en mars 2016, Michel Al-Maqdissi, ancien responsable des fouilles et des études archéologiques de Syrie de 2000 à 2012, considère que la reconstruction du Lion d'Athéna ne poserait pas de problème puisque tous les éléments le constituant sont restés presque intacts, prêts à être remontés.
Les archéologues polonais ayant œuvré à sa restauration en 2005, Bartosz Markowski et Robert Zukowski, procèdent alors à une étude des vestiges. Ils considèrent eux aussi que la statue est réparable, et les morceaux récupérés sur place sont transférés à Damas. Restauré, le lion est exposé à Damas en octobre 2017. La remise en état de la statue a été financée par l'UNESCO. Selon Bartosz Markowski, la moitié environ de la statue restaurée est issue de l’œuvre originale.
L’œuvre restaurée est exposée au musée national de Damas. Étant une des premières restaurations après les dégâts de la guerre civile, elle symbolise la reconstruction après-guerre.
En juin 2017, le Centre polonais d'archéologie méditerranéenne, dont des archéologues avaient participé à la restauration de la statue en 2005 et étaient en train de la restaurer à nouveau après sa destruction par l'organisation État islamique deux ans plus tôt, change de logo pour une représentation stylisée de la statue.